# Kyz Jibek

Kyz Jibek (kazakh : Қыз Жібек) est un poème lyrique et épique populaire kazakh. Le nom du poème vient de l'héroïne, Kyz Jibek, qui peut se traduire par Fille de la Soie. Elle est qualifiée de perle du folklore kazakh, souvent présentée comme le « Roméo et Juliette » kazakh, et chante l'amour, la fidélité, le courage et le patriotisme.

## Sujet

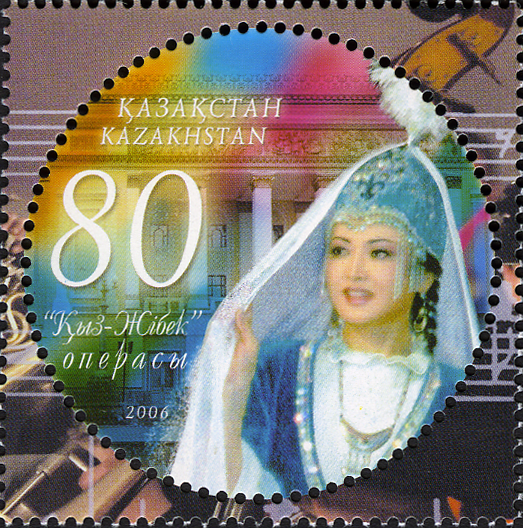
Timbre de 2006 de la série «Œuvres théâtrales du Kazakhstan», représentant l'opéra « Kyz-Jibek ».

L'histoire d'amour entre le brave guerrier Tolegen du clan Jagalbaïly (ru) (ou Jetyru) et de la belle Jibek du clan Shekty (ru) (ou Alimuly) (tous deux appartenant à la petite jüz) se termine tragiquement à cause de conflits inter-tribaux. Tolegen, combattant pour la main et le cœur de Jibek, est assassiné par Bekejan (batyr du clan de Jibek). Au bout de 9 ans, Jibek se marie au frère cadet de Tolegen, Sansyzbay.

## Histoire de la création
L'épopée romantique, qui se déroule au début du XVIe siècle au moment de la formation du Khanat kazakh, a été écrite au XIXe siècle. Elle a d'abord été publiée en 1894 à Kazan. De nos jours, seize versions originales de l'épopée sont connues.
En 1988, le poème a été traduit en russe par Bakhytjan Kanapianov.
En 2003, un livre de la série Épopée populaire d'Eurasie a été publié, contenant les meilleures variantes des épopées Kozy Korpesh - Bayan soulou (ru) et Kyz Jibek.

## Reconnaissance mondiale
Le poème Kyz Jibek a été noté comme un élément important du patrimoine culturel mondial par l'UNESCO en 2008, à l'occasion du 500e anniversaire de l'épopée.

## Opéra
En 1934, un opéra éponyme a été créé sur la base de l'épopée, sur un livret de Gabit Mousrepov, et composé par Evgueni Broussilovski. Broussilovski a utilisé une cinquantaine de kyoui et de chants populaires, dont le plus connu est l'air de Kyz Jibek (kazakh : Гак-ку, littéralement, l'appel du cygne). L’œuvre a été produite pour la Décennie de l'art kazakh à Moscou en 1936 et a reçu un succès considérable ; à cette occasion, la chanteuse Koulyash Baïseitiva a reçu la distinction d'artiste populaire de l'Union Soviétique.
Un ballet a été créé sur le thème de Kyz Jibek, nommé «Гак-ку» (l'appel du cygne) en rappel de l'air le plus connu de l'opéra. C'est une création de Boulat Aïoukhanov (ru), qui a reçu l'aide d'Aïda Issakova (ru) pour la musique.

## Films

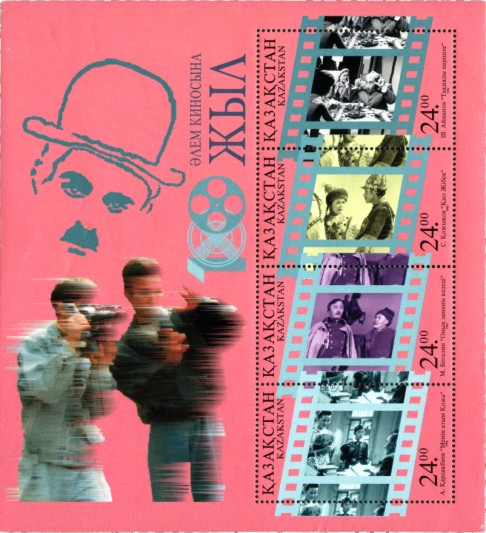
Planche de timbres du Kazkhstan de 1996, célébrant le centenaire du cinéma. Le deuxième timbre en partant du haut commémore le film Kyz Jibek.

En 1970, le réalisateur kazakh Soultan-Akhmet Khodjikov (ru) réalise au sein des studios Kazakhfilm un film du même nom, qui met en vedette Merouert Outekechova (ru), Kouman Tastanbekov (ru) et Assanali Achimov.
Le film a reçu le prix de la République soviétique socialiste du Kazakhstan en 1972.
Selon le classement des films du studio Kazakhfilm sur toute l'histoire de la République soviétique socialiste du Kazakhstan (de 1955 à 1990), le film occupe la 8e place avec 7,8 millions d'entrées et 331 copies.